# K.K. Partizan 2020-2021
Questa pagina raccoglie le informazioni riguardanti il Košarkaški klub Partizan nelle competizioni ufficiali della stagione 2020-2021.

## Roster
| N° | Naz.                            | Ruolo | Sportivo             |  | Alt. |  |
| -- | ------------------------------- | ----- | -------------------- |  | ---- |  |
| 0  | Stati Uniti (bandiera)          | P     | Codi Miller-McIntyre |  | 191  |  |
| 0  | Stati Uniti (bandiera)          | C     | Eric Mika            |  | 208  |  |
| 2  | Stati Uniti (bandiera)          | G     | Trey Drechsel        |  | 198  |  |
| 3  | Serbia (bandiera)               | AP    | Rade Zagorac         |  | 206  |  |
| 5  | Stati Uniti (bandiera)          | P     | Marcus Paige         |  | 183  |  |
| 6  | Serbia (bandiera)               | AP    | Nemanja Dangubić     |  | 204  |  |
| 7  | Bosnia ed Erzegovina (bandiera) | P     | Nemanja Gordić       |  | 192  |  |
| 7  | Serbia (bandiera)               | AG    | Aleksa Stepanović    |  | 206  |  |
| 8  | Serbia (bandiera)               | AP    | Vidan Dronjak        |  | 198  |  |
| 9  | Serbia (bandiera)               | G     | Lazar Stefanović     |  | 195  |  |
| 10 | Serbia (bandiera)               | P     | Ognjen Jaramaz       |  | 193  |  |
| 11 | Colombia (bandiera)             | G     | Braian Angola        |  | 198  |  |
| 11 | Serbia (bandiera)               | C     | Dušan Miletić        |  | 215  |  |
| 12 | Serbia (bandiera)               | AG    | Novica Veličković    |  | 205  |  |
| 13 | Stati Uniti (bandiera)          | P     | Josh Perkins         |  | 191  |  |
| 14 | Serbia (bandiera)               | AG    | Stefan Birčević      |  | 210  |  |
| 21 | Serbia (bandiera)               | AG    | Nikola Janković      |  | 207  |  |
| 24 | Serbia (bandiera)               | AP    | Nikola Radovanović   |  | 204  |  |
| 25 | Stati Uniti (bandiera)          | A     | Rashawn Thomas       |  | 203  |  |
| 30 | Serbia (bandiera)               | P     | Mihailo Petrović     |  | 186  |  |
| 32 | Serbia (bandiera)               | G     | Uroš Trifunović      |  | 199  |  |
| 33 | Serbia (bandiera)               | A     | Marko Vukčević       |  | 205  |  |
| 42 | Stati Uniti (bandiera)          | C     | William Mosley       |  | 203  |  |
| 77 | Slovenia (bandiera)             | P     | Aleksej Nikolić      |  | 191  |  |
|    | Serbia (bandiera)               | All.  | Aleksandar Matović   |  |      |  |